# Valerios Leōnidīs
Valerios Leōnidīs (in russo Валериос Леонидис?; in greco Βαλέριος Λεωνίδης?; Essentuki, 14 febbraio 1966) è un ex sollevatore sovietico naturalizzato greco, medagliato olimpico e mondiale. 
Ha gareggiato nelle categorie dei pesi piuma (fino a 60/64 kg.) e dei pesi leggeri (fino a 69 kg.).
È stato membro della squadra nazionale di sollevamento pesi dell'Unione Sovietica fino al 1990, poi si è trasferito in Grecia nel 1991. Ha partecipato a tre edizioni dei Giochi Olimpici.

## Carriera
Valerios Leōnidīs è nato a Essentuki, in Russia, da una famiglia greca del Ponto. Nel dicembre 1991 si è trasferito in Grecia con la sua famiglia, prendendone la cittadinanza.
Nel 1992 ha partecipato per la Grecia alle Olimpiadi di Barcellona nei pesi piuma (fino a 60 kg.), arrivando al 5º posto finale con 295 kg. nel totale, stesso risultato del bulgaro Neno Terzijski e del cinese He Yingqiang, con quest'ultimo vincitore della medaglia di bronzo grazie al suo peso corporeo inferiore.
Nel 1993 Leōnidīs ha vinto la medaglia d'argento ai campionati europei di Sofia, sempre nella categoria dei pesi piuma, il cui limite era stato elevato a 64 kg., sollevando 312,5 kg. nel totale, alle spalle dell'ungherese Attila Czanka (315 kg.).
L'anno successivo ha vinto dapprima la medaglia d'argento ai campionati europei di Sokolov con 317,5 kg. nel totale, battuto dal fuoriclasse turco Naim Süleymanoğlu (325 kg.), e qualche mese dopo ha vinto un'altra medaglia d'argento ai campionati mondiali di Istanbul con 325 kg. nel totale, ancora battuto da Süleymanoğlu (330 kg.), il quale, nell'occasione, ha realizzato il record del mondo nello strappo, nello slancio e nel totale.
Nel 1995 è stato nuovamente medaglia d'argento sia ai campionati europei di Varsavia con 322,5 kg. nel totale che ai campionati mondiali di Guangzhou con 327,5 kg. nel totale, battuto in entrambe le occasioni da Süleymanoğlu.
Nel 1996 ha partecipato ai campionati europei di Stavanger, vincendo la medaglia d'oro con 312,5 kg. nel totale e qualche mese dopo ha preso parte alle Olimpiadi di Atlanta 1996, dove ha intrapreso l'ennesimo duello serrato con Naim Süleymanoğlu, con la vittoria del turco su Leōnidīs per soli 2,5 kg. (335 kg. contro 332,5 kg. nel totale); la medaglia di bronzo è andata al cinese Xiao Jiangang (322,5 kg.).
Nel biennio 1997-1998 Leōnidīs non ha conseguito risultati importanti, con un 5º posto ai campionati mondiali di Lahti 1998 nella categoria dei pesi leggeri con 335 kg. nel totale.
Nel 1999, sempre nei pesi leggeri, ha vinto la medaglia di bronzo ai campionati europei di A Coruña con 340 kg. nel totale e, successivamente, ha vinto un'altra medaglia di bronzo ai campionati mondiali di Atene con lo stesso risultato.
Nel 2000 Leōnidīs ha preso parte alle Olimpiadi di Sydney, sempre nei pesi leggeri, classificandosi al 6º posto finale con 330 kg. nel totale.
Nel 2004 ha posto fine alla sua carriera di sollevatore ed è diventato allenatore di sollevamento pesi, entrando anche nello staff tecnico della nazionale greca di questa disciplina.
Nel corso della sua carriera di sollevatore ha realizzato cinque record del mondo nella categoria dei pesi piuma (fino a 64 kg.), di cui due nella prova di strappo e tre nella prova di slancio.